# Wezelmaki's
De wezelmaki's (Lepilemuridae) zijn een familie alsook het geslacht (Lepilemur) van halfapen die voorkomen op het eiland Madagaskar. De wetenschappelijke naam van de familie werd in 1870 gepubliceerd door John Edward Gray. Tot de familie behoren de wezelmaki's, middelgrote lemuren uit het geslacht Lepilemur. Hoewel de uitgestorven lemuren van het geslacht Megaladapis vaak in dezelfde familie worden geplaatst, schijnen ze niet nauw verwant te zijn.

## Beschrijving
Wezelmaki's zijn tussen de 25 en de 35 centimeter lang en 500 en 1000 gram zwaar. De staart is bijna net zo lang als de rest van het lichaam: 22 tot 30,5 centimeter. Mannetjes en vrouwtjes zijn ongeveer even groot. De vacht is kort en dicht. Ze hebben een bruine, rossige of grijze vachtkleur, de vacht aan de buikzijde is grijs, wit of gelig van kleur. Wezelmaki's hebben een korte kop met kleine, ronde oren, grote ogen en een spitse snuit.

## Verspreiding en leefgebied
Het zijn nachtactieve boombewoners, die leven in bossen op Madagaskar en het nabijgelegen Nosy Be. Ze komen voor in alle bostypen, van de droge bossen in het westen en de stekelige bossen in het zuiden tot de regenwouden in het oosten en noorden, zowel in primaire als secundaire wouden en zelfs in boomplantages.
Ze houden zich voornamelijk op in de middelste en bovenste boslagen. Door de bomen bewegen ze zich voort met korte sprongen van de ene verticaal lopende stam of tak naar de andere. Ook op de grond bewegen ze zich springend voort, vergelijkbaar met kangoeroes. Ze komen echter zelden op de grond. Overdag slapen de wezelmaki's opgerold of rechtopstaand in een boomholte of verborgen in dicht bladerdek of tussen verstrengelde lianen. Soms laten ze zich ook overdag zien.

## Gedrag
Ze eten voornamelijk bladeren en bloemen, aangevuld met vruchten. Soorten die leven in droge bossen eten in het droge seizoen ook droge en oude bladeren. Door de lage voedingswaarde van bladeren, zijn de dieren weinig actief en brengen ze vaak meerdere uren in dezelfde boom door. Als aanpassing aan het eten van bladeren hebben de wezelmaki's een extra lange blindedarm, waarin een bacteriële darmflora leeft die de maki's helpt met het afbreken van cellulose. Van enkele soorten is coprofagie, het eten van de uitwerpselen, bekend.
Wezelmaki's hebben ook kleine territoria. Ze leven voornamelijk solitair en territoriaal tegenover soortgenoten van hetzelfde geslacht. Verwante vrouwtjes tolereren elkaar echter vaak wel. Bij sommige soorten leven mannetjes en vrouwtjes voor een gedeelte van het jaar in paartjes, die samen een slaaphol delen. Foerageren doen wezelmaki's echter altijd alleen. Om hun aanwezigheid aan te geven, slaken wezelmaki's luide kreten. Dit gebeurt vooral aan het begin van de avond. Ook schudden ze soms met takken om andere wezelmaki's uit hun territorium te houden.
De paartijd valt in augustus. Tussen september en december wordt een jong geboren in een nest in een holle boom, na een draagtijd van 120 tot 150 dagen. Vrouwtjes krijgen één jong per worp, dat bij de geboorte vijftig gram weegt. Het jong wordt vier maanden gezoogd. Als het vrouwtje op zoek gaat naar voedsel, laat ze de jongen vaak achter op een tak. Het vrouwtje vervoert de jongen met haar bek. Jongen blijven vaak een jaar bij hun moeder, en de dieren zijn na anderhalf jaar geslachtsrijp.

## Bedreiging
Wezelmaki's worden tot twaalf jaar in gevangenschap. Tot de belangrijkste vijanden behoren de fossa en de Madagaskarransuil. Dagactieve roofdieren als boa's en de holenkiekendief zouden ook slapende wezelmaki's uit hun hol roven. Mensen kunnen met bijlen de boomholten openen, en vrij gemakkelijk de wezelmaki's uit hun hol halen.
Wezelmaki's leven in hoge dichtheden, en de meeste soorten zijn relatief algemeen. Sommige soorten hebben echter een vrij klein verspreidingsgebied, en zijn dus gevoelig voor overbejaging of houtkap.

## Taxonomie
Er zijn ruim twintig soorten. In het verleden beschouwden sommige auteurs alle soorten als ondersoorten van de grote wezelmaki (Lepilemur mustelinus). De meeste soorten zijn pas in de 21e eeuw beschreven. Die zijn voornamelijk op basis van genetische gegevens als aparte soorten erkend. Het geslacht Lepilemur bestaat uit de volgende bekende soorten:
- Geslacht: Lepilemur (Wezelmaki's) (25 soorten)
  - Soort: Lepilemur aeeclis
  - Soort: Lepilemur ahmansoni
  - Soort: Lepilemur ankaranensis
  - Soort: Lepilemur betsileo
  - Soort: Lepilemur dorsalis – Grijsrugwezelmaki
  - Soort: Lepilemur edwardsi – Milne-Edwards wezelmaki
  - Soort: Lepilemur fleuretae
  - Soort: Lepilemur grewcocki
  - Soort: Lepilemur hollandorum
  - Soort: Lepilemur hubbardi
  - Soort: Lepilemur jamesi
  - Soort: Lepilemur leucopus – Witvoetwezelmaki
  - Soort: Lepilemur microdon – Kleintandwezelmaki
  - Soort: Lepilemur milanoii
  - Soort: Lepilemur mustelinus – Grote wezelmaki
  - Soort: Lepilemur otto
  - Soort: Lepilemur petteri
  - Soort: Lepilemur randrianasoloi
  - Soort: Lepilemur ruficaudatus – Roodstaartwezelmaki
  - Soort: Lepilemur sahamalaza
  - Soort: Lepilemur scottorum
  - Soort: Lepilemur seali
  - Soort: Lepilemur septentrionalis – Noordelijke wezelmaki
  - Soort: Lepilemur tymerlachsoni
  -  Soort: Lepilemur wrighti

Lepilemur aeeclis · Lepilemur ahmansoni · Lepilemur ankaranensis · Lepilemur betsileo · Grijsrugwezelmaki (Lepilemur dorsalis) · Milne-Edwards wezelmaki (Lepilemur edwardsi) · Lepilemur fleuretae · Lepilemur grewcocki · Lepilemur hollandorum · Lepilemur hubbardi · Lepilemur jamesi · Witvoetwezelmaki (Lepilemur leucopus) · Kleintandwezelmaki (Lepilemur microdon) · Lepilemur milanoii · Grote wezelmaki (Lepilemur mustelinus) · Lepilemur otto · Lepilemur petteri · Lepilemur randrianasoloi · Roodstaartwezelmaki (Lepilemur ruficaudatus) · Lepilemur sahamalaza · Lepilemur scottorum · Lepilemur seali · Noordelijke wezelmaki (Lepilemur septentrionalis) · Lepilemur tymerlachsoni · Lepilemur wrighti